# Tak

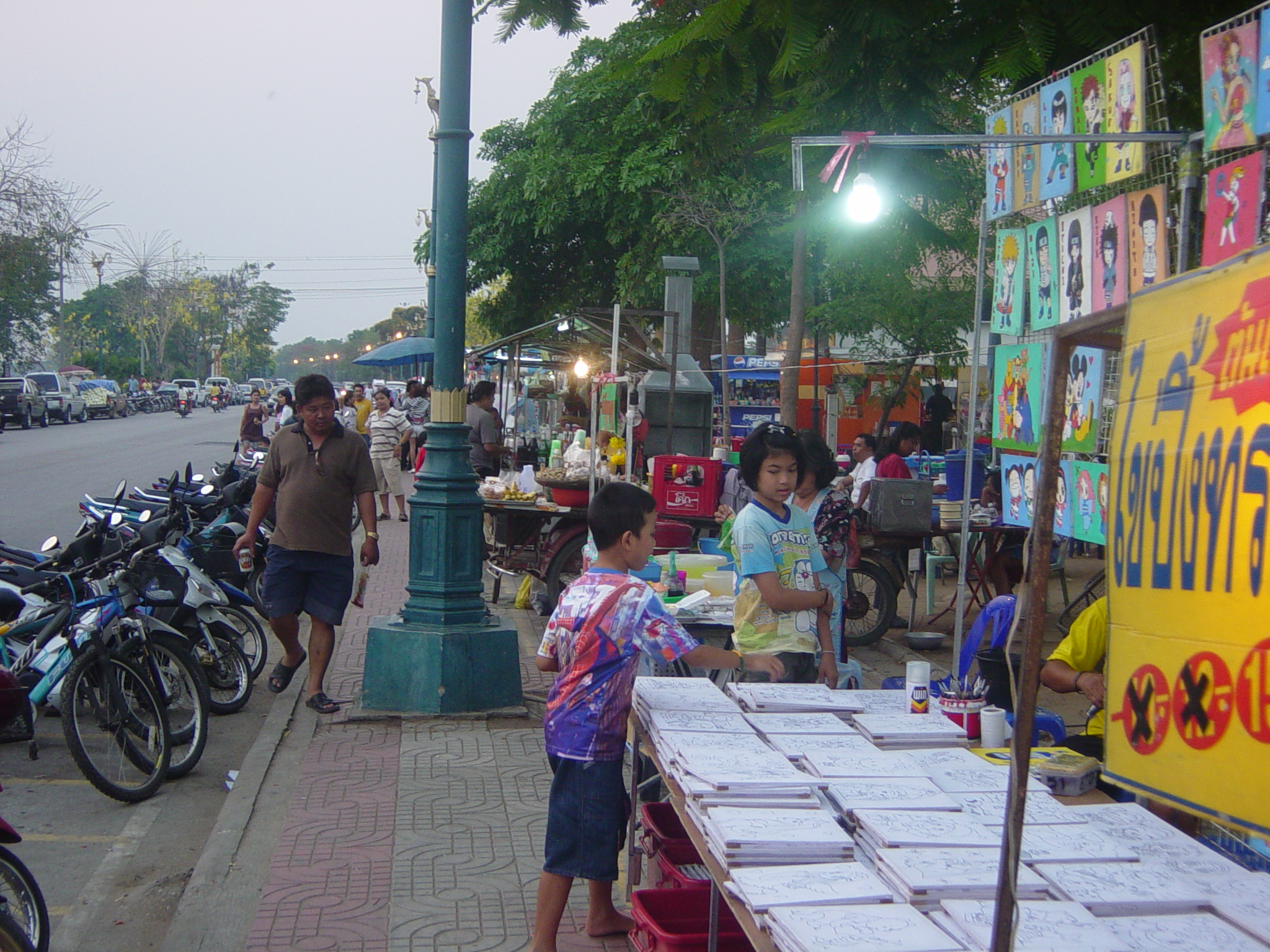
Mercado noturno em Tak

Tak é uma cidade no noroeste da Tailândia, capital da província de Tak. Em 2005, a cidade tinha uma população de 19.900 e uma área de 7,27 km ², e está localizada na margem este do Rio Ping.